# 維克多拉爾科埃雷拉區

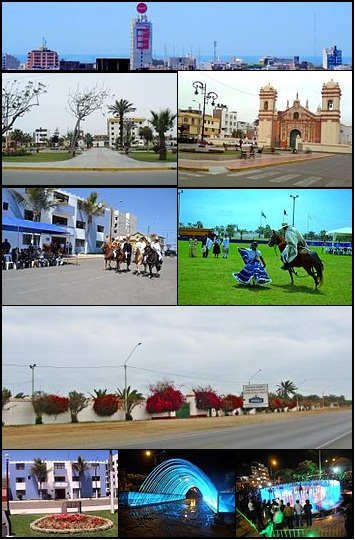

維克多拉爾科埃雷拉區（西班牙語：Distrito de Víctor Larco Herrera），是秘魯的一個區，位於該國西北部拉利伯塔德大區的特魯希略省，始建於1943年1月22日，面積18.02平方公里，海拔高度2米，2007年人口55,781。